# Esquéhéries
Esquéhéries es una comuna francesa situada en el departamento de Aisne, de la región de Alta Francia.

## Géografía
Esquéhéries está situada al norte del departamento, a 20 km al noroeste de Vervins.

## Demografía
| 1183 | 1164 | 1061 | 1010 | 1005 | 866 | 863 | 852 |
| Para los censos de 1962 a 1999 la población legal corresponde a la población sin duplicidades (Fuente: INSEE [Consultar]) |      |      |      |      |     |     |     |